# Thalattosuchia
Los talatosuquios (Thalattosuchia, gr. "cocodrilos marinos") son un suborden de arcosaurios cocodriloformos mesoeucocodrilios que vivieron desde principios del Período Jurásico a mediados del Cretácico, entre aproximadamente 190 a 125 millones de años atrás, durante el Sinemuriano al Aptiense. Es un clado de cocodrilomorfos marinos que alcanzaron una distribución cosmopolita. Suele llamárseles coloquialmente cocodrilos marinos (significado literal de su nombre científico) aunque actualmente no se los considera miembros de Crocodilia.
Algunas filogenias ubican a los talatosuquios como un clado de los mesoeucocodrilios, mientras que otras los incluyen en el clado neosuquios.
El término Thalattosuchia fue acuñado por Fraas en 1901. Varios autores han considerado a Thalattosuchia como un infraorden o un suborden dentro de Mesosuchia. Sin embargo, Mesosuchia es un grupo parafilético, no siendo usado actualmente. Se definen como el clado más inclusivo que contiene Geosaurus giganteus (Sommerring, 1816) pero no a Goniopholis crassidens (Owen, 1841), Pholidosaurus schaumbergensis (Meyer, 1841) ni Crocodylus niloticus (Laurenti, 1768). 

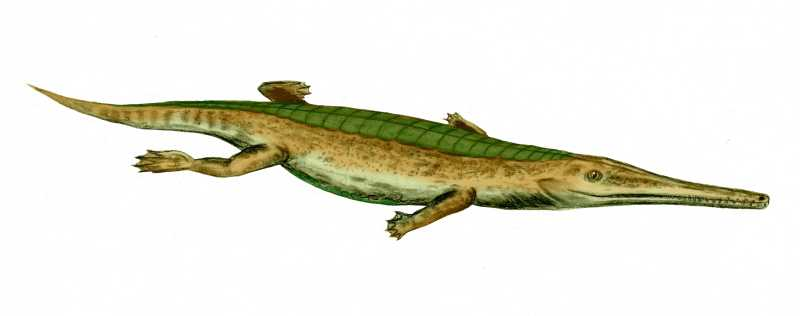
Pelagosaurus, un teleosáurido.

Desde que Buffetaut (1982) demostró las características compartidas de las formas tempranas de Metriorhynchidae y Teleosauridae, Thalattosuchia ha consistido en estas dos familias. Algunos miembros tempranos de Teleosauridae han sido descubiertos en depósitos no marinos, lo que sugiere que los talatosuquios evolucionaron de formas semiacuáticas de agua dulce a formas completamente marinas. La sistemática del género Pelagosaurus es confusa, con diferentes posiciones, algunos colocándolo como un teleosáurido, como un taxón hermano del clado Teleosauridae + Metriorhynchidae, mientras que otros lo consideran como un metriorrínquido basal.
Los registros tempranos del grupo son de Pelagosaurus typus y Steneosaurus sp. de rocas del Jurásico Inferior de Europa, Sudamérica y Madagascar. Los últimos son de rocas de mediados del Cretáceo en Europa.